# Mecole Hardman
(en) Statistiques sur pro-football-reference
Carey Mecole Hardman, né le 12 mars 1998 à Bowman dans l'État de Géorgie, est un joueur américain de football américain évoluant au poste de wide receiver pour la franchise des Chiefs de Kansas City dans la National Football League (NFL).
Au niveau universitaire, il a joué pour les Bulldogs de la Géorgie dans la NCAA Division I FBS pendant trois saisons (2016-2018) avant 'être sélectionné par les Chiefs lors du deuxième tour de la draft 2018 de la NFL. Il y reste quatre saisons avant de rejoindre les Jets de New York en 2023 jusqu'à la mi octobre. Il revient alors chez les Chiefs à la suite d'un échange.
Avec les Chiefs, il remporte les Super Bowls LIV, LVII et LVIII. Il est également sélectionné pour le Pro Bowl 2020.

## Biographie

### Carrière universitaire
Étudiant à l'université de Géorgie, il a joué dans la NCAA Division I FBS pour l'équipe des Bulldogs de 2016 à 2018. Jouant comme wide receiver en attaque, c'est surtout en unités spéciales au poste de returner qu'il se fait remarquer. 
Avec les Bulldogs, il gagne le Liberty Bowl 2016 remporté 31 à 23 contre TCU, gagne le Rose Bowl 2018 remporté 54 à 48 contre Oklahoma, perd 23 à 26 la finale nationale 2018 remportée par Alabama et perd 21 à 28 le Sugar Bowl 2019 remporté par Texas.

### Carrière professionnelle

#### Draft
Hardman est sélectionné en 56e choix lors du deuxième tour de la draft 2019 de la NFL par la franchise des Chiefs de Kansas City. 

#### Chiefs de Kansas City
Hardman commence la saison 2019 principalement en tant que spécialiste des retours de punts et de kickoffs et est également utilisé lors de certaines séquences en attaque. Il marque son premier touchdown professionnel en 2e semaine contre les Raiders d'Oakland. Durant le dernier match du calendrier régulier contre les Chargers de Los Angeles, il marque son premier touchdown sur un retour de botté après avoir retourné un kickoff pour 104 yards. Ses performances comme returner lui permettent d'être sélectionné au Pro Bowl 2020. Qualifiés pour la série éliminatoire, il remporte le Super Bowl LIV avec les Chiefs après qu'ils ont battu les 49ers de San Francisco.
Au terme de la saison 2022, il gagne le Super Bowl LVII remporté 38 à 35 contre les Eagles de Philadelphie.

#### Jets de New York
Le 23 mars 2023, Hardman signe chez les Jets de New York mais ne réussit qu'une réception en cinq matchs avant d'être transféré.

#### Chiefs de Kansas City
Le 18 octobre 2023, les Jets transfèrent Hardman et un choix de 7e tour de la draft 2015 contre un choix de 6e tour de cette même draft.
Lors du Super Bowl LVIII, Hardman inscrit dans la prolongation, le touchdown qui donne la victoire aux Chiefs 25 à 22. Hardman remporte ainsi son troisième Super Bowl,.

## Statistiques
| Légende | Légende               |
| ------- | --------------------- |
|         | Gagnant du Super Bowl |
| Gras    | Record de carrière    |

| Année       | Équipe                 | Statut      | MJ |     | Passes réceptionnées | Passes réceptionnées | Passes réceptionnées | Passes réceptionnées |       | Courses | Courses | Courses | Courses |
| Année       | Équipe                 | Statut      | MJ | Nb. | Yards                | Moy.                 | TD                   | Nb.                  | Yards | Moy.    | TD      |         |         |
| 201         | Bulldogs de la Géorgie | Fr.         | 04 | -   | -                    | -                    | -                    | -                    | -     | -       | -       |         |         |
| 201         | Bulldogs de la Géorgie | So.         | 15 | 25  | 418                  | 16,7                 | 04                   | 08                   | 61    | 7,6     | 2       |         |         |
| 201         | Bulldogs de la Géorgie | Jr.         | 14 | 35  | 543                  | 15,5                 | 07                   | 05                   | 36    | 7,2     | 0       |         |         |
| Totaux NCAA | Totaux NCAA            | Totaux NCAA | 33 | 60  | 961                  | 16,0                 | 11                   | 13                   | 97    | 7,5     | 2       |         |         |

| Année      | Équipe                | MJ |     | Passes réceptionnées | Passes réceptionnées | Passes réceptionnées | Passes réceptionnées |       | Courses | Courses | Courses | Courses |  | Fumbles | Fumbles |
| Année      | Équipe                | MJ | Nb. | Yards                | Moy.                 | TD                   | Nb.                  | Yards | Moy.    | TD      | Nb.     | Perdus  |  |         |         |
| 2019       | Chiefs de Kansas City | 16 | 26  | 538                  | 20,7                 | 6                    | 4                    | 17    | 4,2     | 0       | 2       | 2       |  |         |         |
| 2020       | Chiefs de Kansas City | 16 | 41  | 560                  | 13,7                 | 4                    | 4                    | 31    | 7,8     | 0       | 2       | 2       |  |         |         |
| 2021       | Chiefs de Kansas City | 17 | 59  | 693                  | 11,7                 | 2                    | 8                    | 46    | 5,8     | 0       | 3       | 2       |  |         |         |
| 2022       | Chiefs de Kansas City | 08 | 25  | 297                  | 11,9                 | 4                    | 4                    | 31    | 7,8     | 2       | 1       | 0       |  |         |         |
| 2023       | Jets de New York      | 05 | 01  | 06                   | 06,0                 | 0                    | 0                    | 0     | 0,0     | 0       | 0       | 0       |  |         |         |
| 2023       | Chiefs de Kansas City | 06 | 14  | 118                  | 08,4                 | 0                    | 1                    | 03    | 3,0     | 0       | 1       | 1       |  |         |         |
| Totaux NFL | Totaux NFL            | 68 | 166 | 2 212                | 13,3                 | 16                   | 21                   | 128   | 6,1     | 2       | 9       | 7       |  |         |         |

| Année      | Équipe                | MJ |     | Passes réceptionnées | Passes réceptionnées | Passes réceptionnées | Passes réceptionnées |       | Courses | Courses | Courses | Courses |  | Fumbles | Fumbles |
| Année      | Équipe                | MJ | Nb. | Yards                | Moy.                 | TD                   | Nb.                  | Yards | Moy.    | TD      | Nb.     | Perdus  |  |         |         |
| 2019       | Chiefs de Kansas City | '3 | 4   | 029                  | 07,3                 | 0                    | 1                    | -6    | -6,0    | 0       | 0       | 0       |  |         |         |
| 2020       | Chiefs de Kansas City | 3  | 8   | 066                  | 08,3                 | 1                    | 2                    | 54    | 27,0    | 0       | 1       | 1       |  |         |         |
| 2021       | Chiefs de Kansas City | 3  | 8   | 121                  | 15,1                 | 1                    | 6                    | 55    | 09,2    | 1       | 1       | 0       |  |         |         |
| 2022       | Chiefs de Kansas City | 1  | 2   | 010                  | 05,0                 | 0                    | 2                    | 07    | 03,5    | 0       | 0       | 0       |  |         |         |
| 2023       | Chiefs de Kansas City | 4  | 5   | 062                  | 12,4                 | 1                    | 2                    | -5    | -2,5    | 0       | 2       | 1       |  |         |         |
| Totaux NFL | Totaux NFL            | 61 | 27  | 288                  | 10,7                 | 3                    | 13                   | 105   | 8,1     | 1       | 4       | 2       |  |         |         |